# Ekar
Ekar [ékar] je priimek v Sloveniji, ki ga je po podatkih Statističnega urada Republike Slovenije na dan 1. januarja 2010 uporabljalo 53  oseb in je med vsemi priimki po pogostosti uporabe uvrščen na 7.223. mesto.

## Znane nosilke in nosilci priimka
- Franc Ekar (*1942), gospodarstvenik, alpinist
- Nuša Ekar (*1975), scenaristka, novinarka, urednica